# Gouvernement Belgorod
Het gouvernement Belgorod (Russisch: Белгородская губерния, Belgorodskaja goebernija) was een gouvernement (goebernija) binnen het keizerrijk Rusland. Het gouvernement bestond van 1727 tot 1779. Het gouvernement ontstond uit het gouvernement Kiev en het gebied van het gouvernement ging op in het gouvernement Koersk, de oblast Orjol en Sloboda-Oekraïne. Het gouvernement grensde aan de gouvernementen Kiev en Smolensk. De hoofdstad was Belgorod.